# Suncus
Suncus és un gènere de musaranyes de la família dels sorícids.

## Taxonomia
- S. aequatorius
- S. ater
- S. dayi
- S. etruscus
- S. fellowesgordoni
- S. hosei
- S. hututsi
- S. infinitesimus
- S. lixus
- S. madagascariensis
- S. malayanus
- S. megalura
- S. mertensi
- S. montanus
- S. murinus
- S. remyi
- S. stoliczkanus
- S. varilla
- S. zeylanicus